# Lusambo
Lusambo est une localité et le chef-lieu de la province du Sankuru en république démocratique du Congo sur la rivière Sankuru fondée en Avril 1890.

## Géographie
Elle est située en rive droite de la rivière Sankuru, sur la route RP 808 à 1310 km à l'est de Kinshasa.

## Histoire

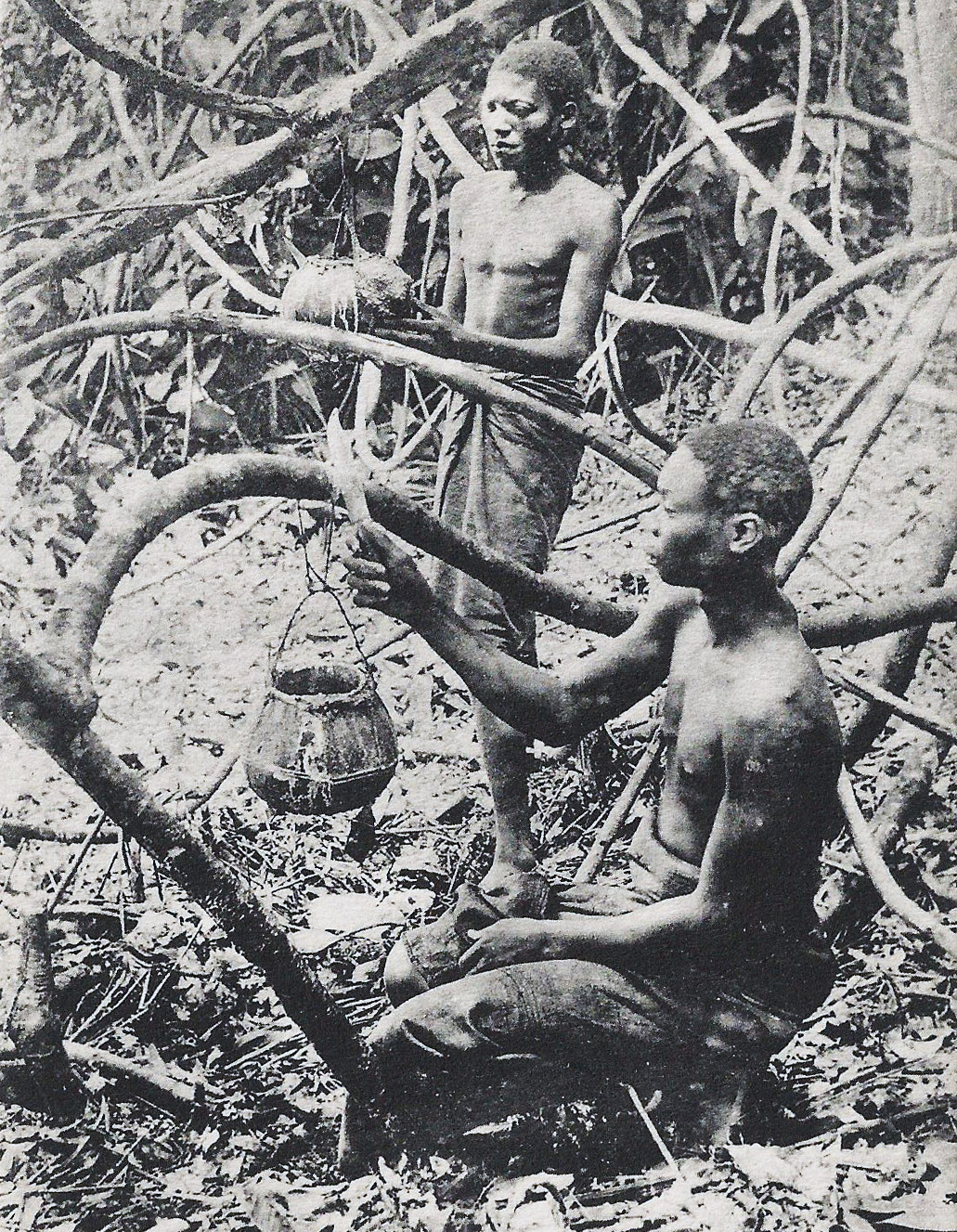
Récolte du latex dans la forêt de Lusambo, vers 1905.

Paul Le Marinel et Cyriaque Gillain ont créé le poste en avril 1890. Ce fut le premier poste créé dès la fin du XIXe siècle par l'État indépendant du Congo pour l'administration du Katanga.
Elle fut le chef-lieu de la Province du Kasaï jusqu'en 1950 avant d'être remplacée par Luluabourg (aujourd'hui Kananga). À l'époque la population s'élevait à 6 839 habitants . Lusambo est devenue ensuite chef-lieu du district du Sankuru aussi bien dans le grand Kasaï qu'ensuite dans le Kasaï Oriental. La province du Kasai ayant été depuis scindée en deux : Kasai Occidental (chef-lieu Kananga) et Kasai Oriental (chef-lieu Mbuji-Mayi). Lors de la première création de ces provinces au cours des années 1960, Lusambo fut l'objet de rivalités entre la province du Sankuru et celle du Lomami et fut tout un temps territoire contesté et administrée par un Administrateur spécial nommé par Léopoldville (actuellement Kinshasa).

## Communes
Chef-lieu provincial depuis 2015, elle a le statut de ville et compte 4 communes urbaines de moins de 80 000 électeurs.
- Kabondo, (7 conseillers municipaux)
- Lupembe, (7 conseillers municipaux)
- Lusambo, (7 conseillers municipaux)
- Tusuanganyi, (7 conseillers municipaux)

## Population
Le dernier recensement de la population date de 1984, l'accroissement annuel de la population est estimé à 1,95,.
| 1984   | 2004   | 2012   |
| ------ | ------ | ------ |
| 17 400 | 28 520 | 33 277 |